# 倪可森

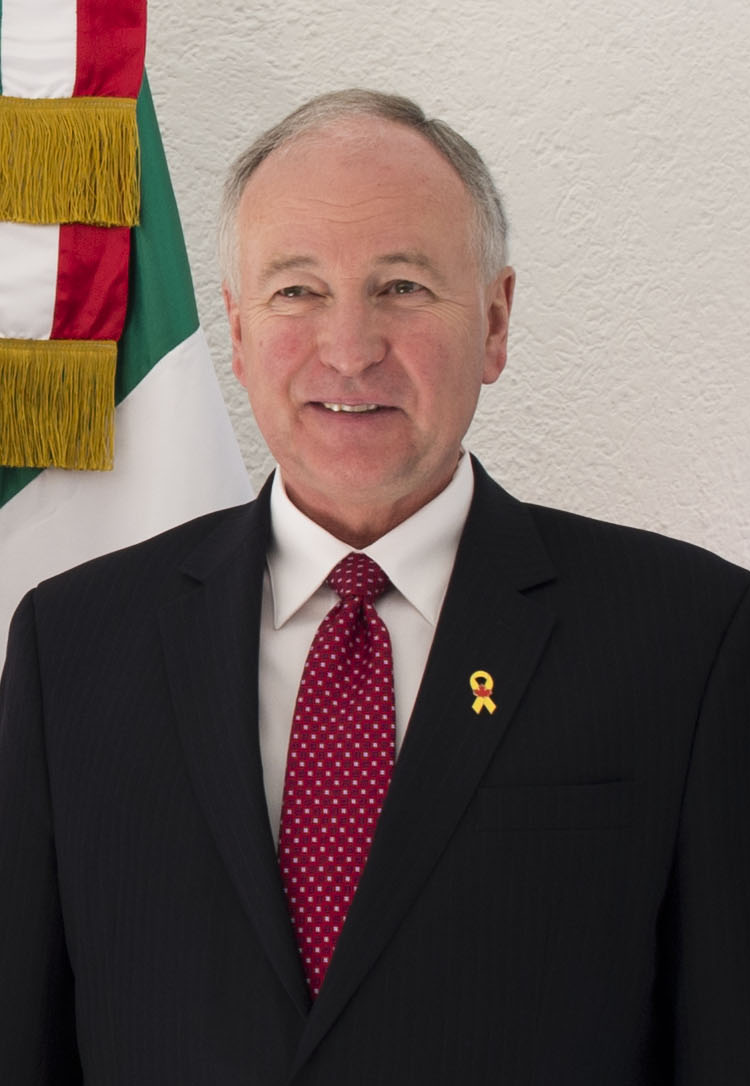
攝於2014年

倪可森PC KC（生于1952年4月29日）是加拿大政治家，2004年至2019年以保守党黨員在加拿大下议院代表尼加拉瀑布選區。在史蒂芬·哈珀总理期间，他曾担任国防部长、司法部长、外交部长和下议院政府领袖。哈珀政府结束后，他被任命为官方反对党影子内阁的司法评论家。